# Arenan
Arenan is een bestuurslaag in het regentschap Purbalingga van de provincie Midden-Java, Indonesië. Arenan telt 3419 inwoners (volkstelling 2010).